# Hedvigsholmen
Hedvigsholmen är en befäst holme i Marstrands hamn. Den kallades ursprungligen Fiskholmen men fick några år efter det Bohuslän blivit svenskt (1658) namnet Hedvigsholmen, och har senare även kallats Kvarnholmen.
Fiskholmsskansen var en murad redutt, som danskarna börjat bygga men ej hunnit fullborda när Bohuslän 1658 blev svenskt, Wämschiöldh lät då bygget fortsätta i svensk regi.
Skansen förstärktes och utvidgades under 1660-talet och Hedvigsholms fästning bestod vid utbrottet av kriget med Danmark 1675 av en murad redutt mitt på Hedvigsholmen och en skans med stenbröstvärn på västra udden. Då Marstrand 1677 anfölls av Ulrik Frederik Gyldenløve, försvarades Hedvigsholmen av den endast 60 man starka besättningen 6-15 juli med utmärkt tapperhet. Först under överstelöjtnant Andreas Björnsköld sedan under major Stark, som tvingades utrymma befästningarna utan att, som han ämnat, lyckas spränga dem i luften. Gyldenlöve förstärkte försvarsverken. Efter fredsslutet (1679) iståndsattes stenredutten efter ritning av David Lydinghielm; men 1693 påbörjades de "alldeles onödiga" befästningarnas rasering.
Under Karl XII:s sista danska krig återställdes de emellertid så gott det gick och bestyckades. Vid Peder Tordenskjolds anfall mot Marstrand 22 juli 1719 utrymdes de av besättningen (12 man och en underofficer)sedan kanonerna förnaglats. Tordenskjold gav Hedvigsholmen namnet Charlottenholm. Efter fredsslutet (1720) återtogs namnet Hedvigsholmen, men befästningarna lämnades åt sitt öde. Ännu syns dock några lämningar av dem.